# Phylidorea (Paraphylidorea) fulvocostalis
Phylidorea (Paraphylidorea) fulvocostalis is een tweevleugelige uit de familie steltmuggen (Limoniidae). De soort komt voor in het Palearctisch gebied.